# Serrat de l'Oca
El Serrat de L'Oca és una serra situada al municipi de Puig-reig a la comarca del Berguedà, amb una elevació màxima de 582 metres.